# Yvon del Yukón
Yvon of the Yukon, conocido en Latinoamérica como Yvon del Yukón y en España como Yvon de Yukon fue una serie animada producida por Studio B Productions y Corus Entertainment, en Asociación con Alliance Atlantis Communications. La serie se desarrolla en el pueblo ficticio de Upyer Mukluk. El programa se estrenó en YTV el 7 de enero de 2000.  Para España se estrenó en el 2002 por TVE1 y en 2009 por Canal Sur 2. Para Latinoamérica se estrenó en el 2003 por Nickelodeon.

## Argumento
Yvon del Yukón trata la historia de un explorador francés, Yvon Ducharme, que se embarca en un viaje a América del Norte en nombre de "Rey Louis" (Louis XIV de Francia). Él va más allá de su curso previsto, en las gélidas aguas de la costa norte de Canadá, y se cae por la borda cuando su barco embiste contra un iceberg. Yvon es criogénicamente congelado en un bloque de hielo durante 300 años, hasta que un perro de trineo propiedad del Inuk adolescente Tommy Tukyuk orina en él y él se descongela. Se instala en la ciudad de Upyermukluk, Yukon ("la ciudad más caliente en el frío del Ártico, a medio camino entre Shivermetimbers y Frostbottom Falls") y trata de adaptarse a la vida en el Yukón junto a sus inusuales nuevos vecinos.